# Zendoku
Zendoku é um videojogo do console de PSP e criado pela Zoonami.